# Klokan horský
Klokan horský (Osphranter robustus) je velký druh klokana, který je široce rozšířen po většině Austrálie. Je to jeden z největších klokanů a jeho vzhled je velmi variabilní. Klokan horský je samotářský noční vačnatec. Vydává hlasité syčivé zvuky a jako většina klokanů jsou některé jeho poddruhy pohlavně dimorfní.

## Systematika
Klokan horský byl jedním ze tří klokanů, kteří byli odloveni v roce 1770 na řece Endeavour (Queensland) během první plavby Jamese Cooka. Druh nicméně popsal až britský ornitolog John Gould v roce 1841. Některé publikace uvádí jako popisný rok již 1840, kdy Gould o klokanovi napsal poprvé. Gould klokana horského zařadil do podrodu Petrogale v rámci rodu Macropus, později byl klokan přeřazen do podrodu Osphranter. Po taxonomické revizi rodu Macropus z roku 2019 byl podrod Osphranter povýšen na samostatný rod, čímž vzniklo současné vědecké jméno druhu Osphranter robustus.

### Poddruhy
Rozeznávají se 4 následující poddruhy, které si nicméně žádají revizi:
- O. r. robustus  – vyskytuje se ve východní Austrálii. Samci tohoto poddruhu mají tmavou kůži, podobně jako klokan vraný (Macropus bernardus). Samice jsou světlejší téměř písčité barvy.
- O. r. woodwardi – tento poddruh se vyskytuje v oblasti regionu Kimberley v Západní Austrálii a ve skupinách se přesunují přes Severní teritorium. Je nejsvětlejší ze všech poddruhů. Je matné šedohnědé barvy.
- O. r. isabellinus – poddruh je omezen na ostrov Barrow v Západní Austrálii a je poměrně malý, červenohnědé barvy.
- O. r. erubescens – nachází na většině zbývajícího území. Nejčastěji má nahnědlou barvu.

## Popis

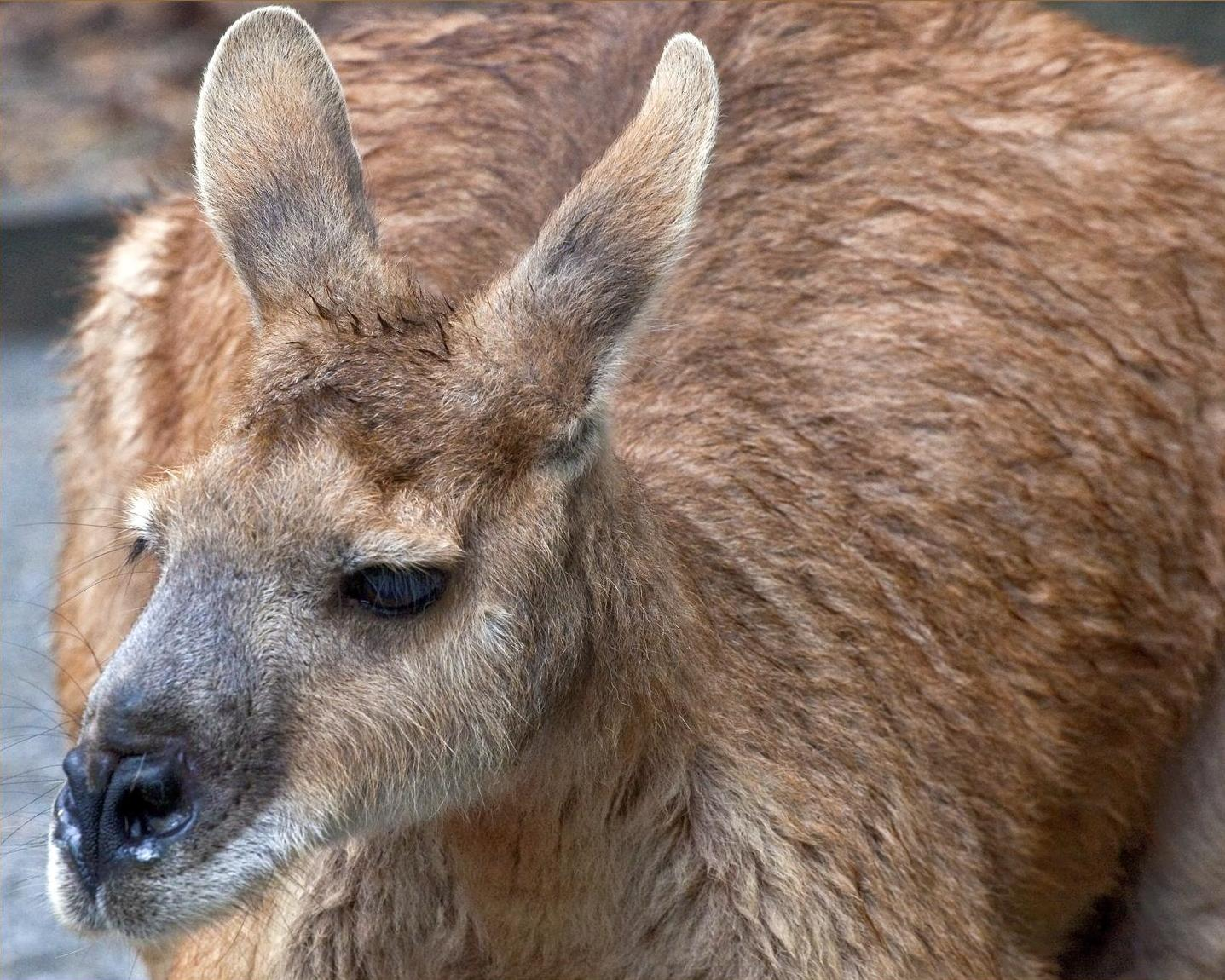
Detail hlavy

Samec dosahuje výšky kolem 1,1 m a váhy 55 kg, jeho ocas měří 0,9 m. Samice měří až 0,8 m, její váha dosahuje 25 kg, ocas je dlouhý až 0,75 m. Tento statný druh klokana má chundelatou srst, která je na svrchní straně těla tmavá, spodina je světlá. Svrchní část srsti samic je namodrale šedá. Samci mohou mít načervenalá ramena a krk. Báze uší, horní končetiny a ocas mohou být oranžové. Nos je neosrstěný a horní končetiny jsou krátké, a to zejména u samice.

## Výskyt a stanoviště
Klokan horský je poměrně široce rozšířen po většina Austrálie, výjimku tvoří pouze jižní oblasti jihozápadní a jihovýchodní části země, severovýchodního Queenslandu a celé Tasmánie. Preferuje oblasti se strmými srázy, skalnatými horami s převisy a jeskyněmi, které klokanovi poskytují dostatek stinných stanovišť, která tento vačnatec hojně využívá v době vysokých teplot.

## Biologie

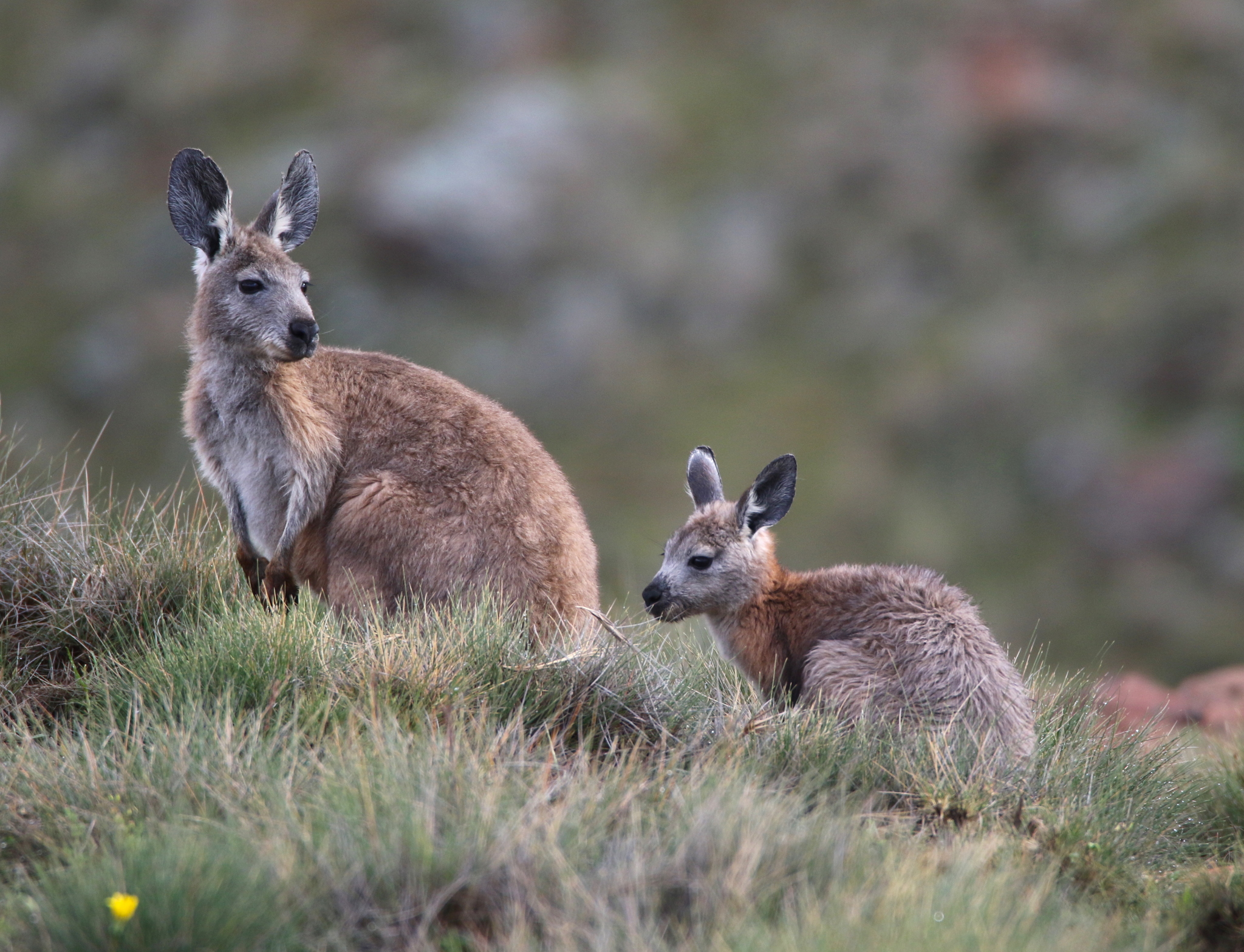
Klokan horský s mládětem

Jedná se o nočního živočicha, který tráví dny ve stinných skrýších, aby navečer vyšel na otevřená prostranství za pastvou. Živí se hlavně travami, potravu doplňuje různými křovinami. Typicky se zdržuje na svém domovském okrsku. Domovské okrsky klokanů horských jsou poměrně malé, a sice v desítkách či nižších stovkách hektarů.
Druh je dobře přizpůsoben životu ve vyprahlé Austrálii; dokáže přežít až 3 měsíce bez přístupu k vodě, pokud má přístup k rostlinám s dostatečným obsah vody. V případě vyrušení vydává hlasité zasyčení. K dalším hlasovým projevům patří charakteristické č-č. Žije samotářsky, nicméně může dosahovat populačních hustot až 80 klokanů na 1 km².
Klokan horský je polygamní, páří se typicky jen ti největší samci. K rozmnožování může dojít v kteroukoliv roční dobu, avšak v období sucha jsou reprodukční aktivity výrazně sníženy. Doba gestace trvá kolem 34 dní, mládě žije ve vaku kolem 240–260 dní. Samci se mohou pářit od věku 2 let, avšak typicky se spáří až ve stáří 6–7 let, kdy dosahují své maximální velikosti. Může se dožít až 22 let.

## Vztah k lidem

### Ohrožení
Mezinárodní svaz ochrany přírody hodnotí klokana horského jako málo dotčený druh se stabilní populací. Klokan horský má geograficky rozsáhlý areál výskytu a je přítomen v řadě chráněných území. Druh je komerčně loven, avšak lov je omezen a kontrolován na regionální i celostátní úrovni.

### Chov

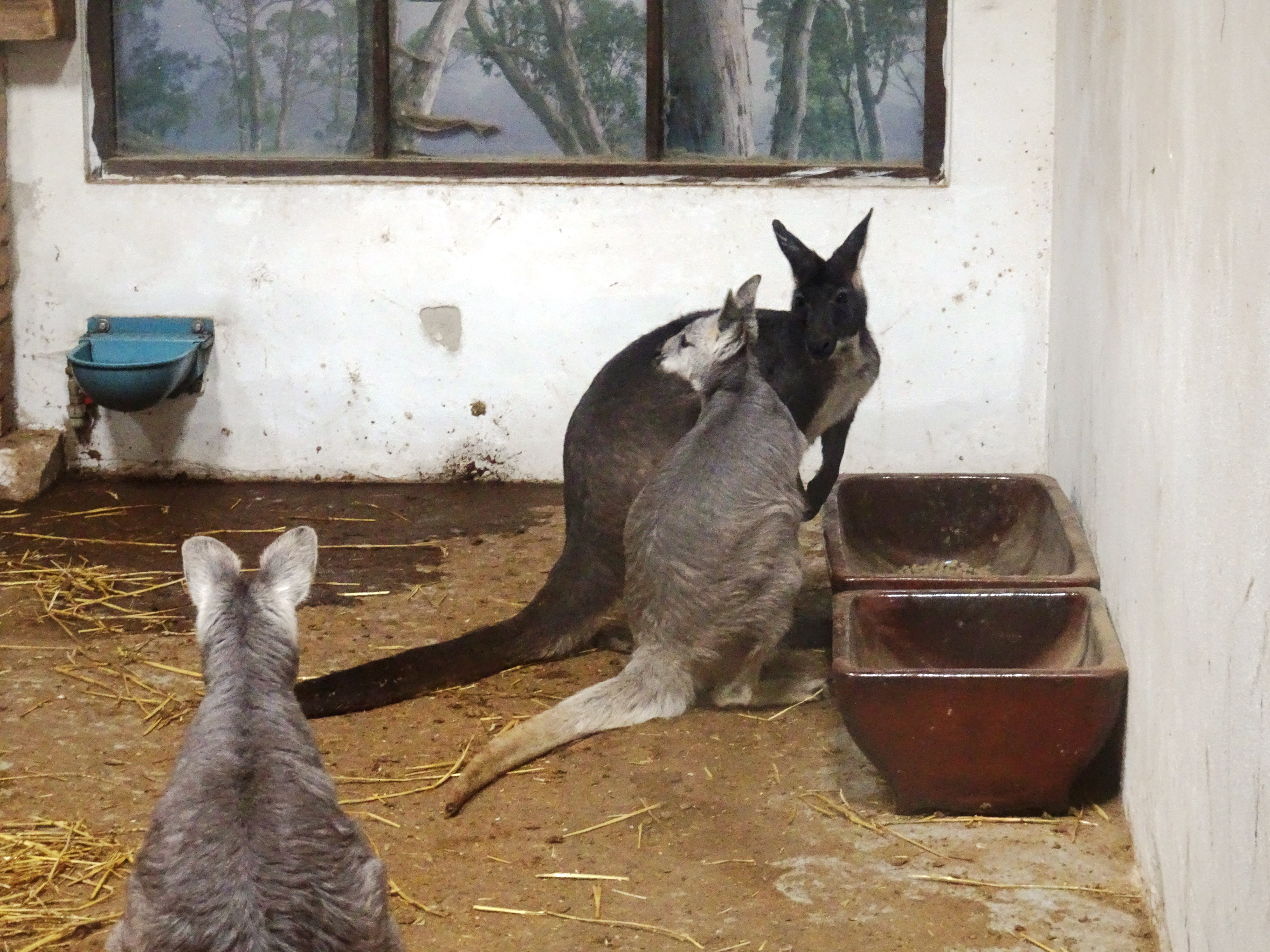
Klokan horský v jihlavské zoo

Klokan horský subsp. robustus (známý též jako klokan horský východní) je chován v několika německých a českých zoologických zahradách i v jedné zoo v Nizozemí. V Česku je chován v Zoo Praha, od roku 2018 v Zoo Ostrava a od roku 2022 v Zoo Ústí nad Labem.

#### Chov v Zoo Praha
Historie chovu v Zoo Praha se začala psát v roce 2013, kdy byla obdržena tři zvířata od soukromého chovatele z Belgie. Český prvoodchov se podařil roku 2014. V roce 2017 se podařilo odchovat dvě samice. Na počátku roku 2018 byli chováni dva samci a čtyři samice. V roce 2018 byli odchováni dva samci a jedna samice. Na konci téhož roku tak bylo v Zoo Praha chováno šest jedinců (tři samci, tři samice). V lednu 2019 se narodilo další mládě, které v srpnu téhož roku pokřtil fotbalista Antonín Panenka, jehož kariéra je intenzivně spojena s klubem Bohemians Praha 1905, který má ve znaku právě klokana. Klokaní samec dostal jméno Tonda. Další mládě tohoto vzácně chovaného druhu přišlo na svět na počátku února 2020 a rovněž v březnu téhož roku.